# Reconstruction de la poitrine masculine
 (décembre 2016).
Si vous disposez d'ouvrages ou d'articles de référence ou si vous connaissez des sites web de qualité traitant du thème abordé ici, merci de compléter l'article en donnant les références utiles à sa vérifiabilité et en les liant à la section « Notes et références ».

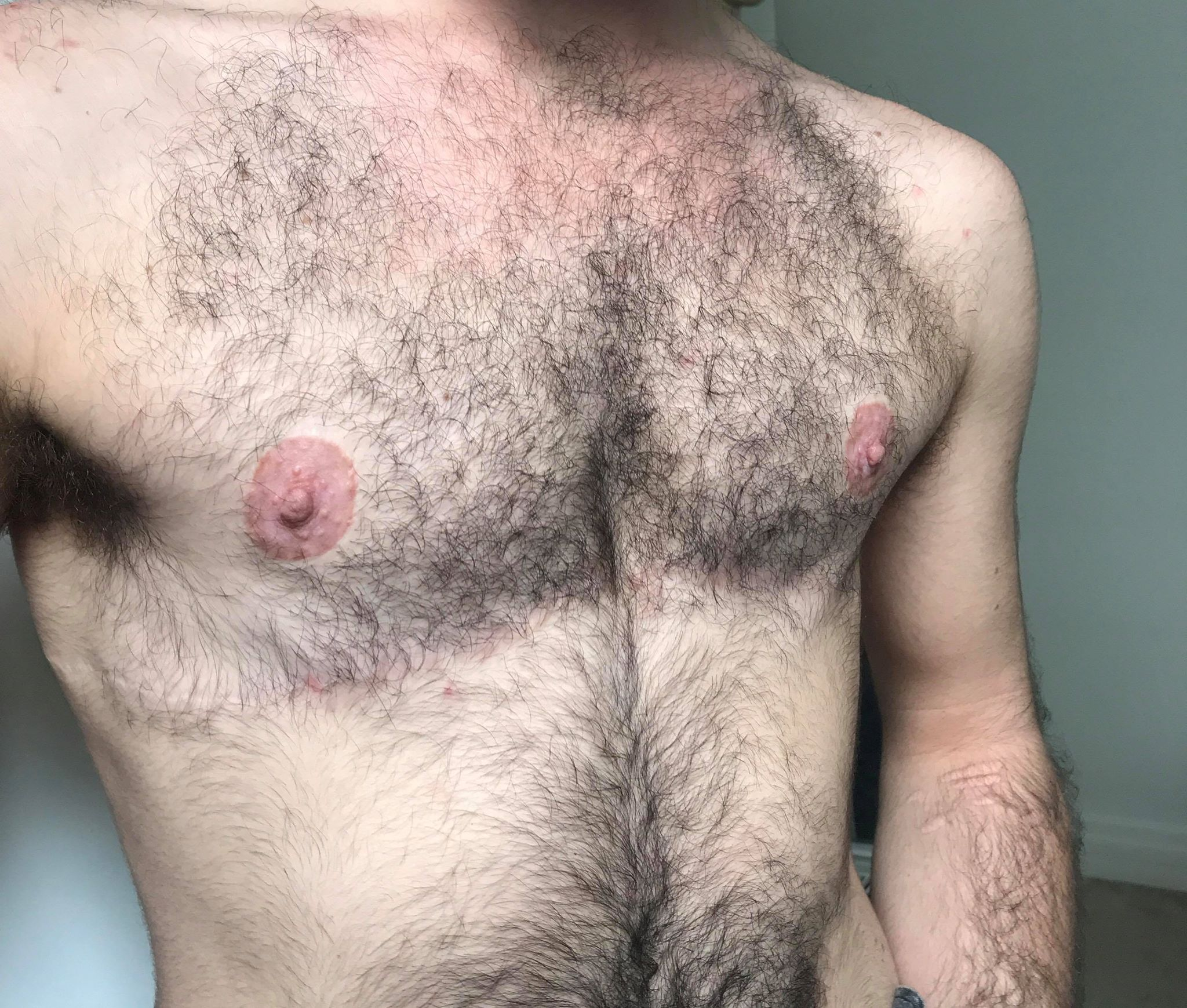
Photographie d’un homme transgenre ayant subi une mastectomie.

Chez les hommes ayant une croissance mammaire causée par la gynécomastie, ou par leur statut d'homme trans, une reconstruction de poitrine masculine est souvent réalisée pour rendre la poitrine d'apparence plus masculine. Pour les personnes transgenres, cette chirurgie de réattribution sexuelle de femme vers homme peut être réalisée dans le cadre d'un processus de transition physique.

## Reconstruction de la poitrine masculine
Si un homme trans souhaite une chirurgie de réattribution sexuelle, une double mastectomie est généralement la première opération à être effectuée, et c'est souvent la seule chirurgie subie.

## Procédure du « T » inversé
Une incision transversale sous-mammaire avec greffes du mamelon aréolaire libre peut être réalisée. S'il y a trop de peau, un alternative peut être de prolonger l'incision latéralement, ou de faire une incision médiane verticale (T inversé).
L'aréole est coupée selon un diamètre précis, et le mamelon est excisé en coupe, selon une forme de tarte, puis reconstitué. Il peut y avoir des pertes sensorielles dues à la perturbation du nerf.

## Procédure de double incision
L'une des procédures les plus communes de reconstruction est la double incision, qui implique une incision au-dessus et au-dessous de la masse du sein, de l'enlèvement de la graisse et du tissu glandulaire, puis la fermeture de la peau. Cette méthode laisse des cicatrices sous les muscles pectoraux, s'étendant des aisselles au pectoral médial.
La double incision est habituellement accompagnée par des greffes du mamelon libre. L'aréole et le mamelon sont supprimés à partir du tissu mammaire, en découpant le long de la circonférence, et en retirant la couche supérieure de la chair du reste du tissu. Après que la poitrine ait été reconstruite, les mamelons sont greffés dans la bonne position masculine. Les aréoles et les mamelons des hommes cisgenres sont souvent de taille plus petite que les aréoles des femmes cisgenres, qui, eux, sont souvent plus grands en circonférence ; les mamelons ressortant plus.
Les greffes des mamelons sont généralement associées à une double incision de la poitrine, mais elles peuvent être réalisées dans toute procédure de reconstruction si nécessaire. La possibilité de rejet de greffes existe, et dans de tels cas, le mamelon est souvent tatoué, bien que d'autres procédures chirurgicales puissent être appliquées.
Une sensation au niveau des mamelons greffés revient généralement au fil du temps. Toutefois, la procédure doit prendre en compte les nerfs qui vont dans le mamelon-aréole, et il y a une forte probabilité de perte de sensation.

## Procédure du trou de serrure
Pour enlever les sécrétions glandulaires et le tissu graisseux qui composent la masse du sein, il y a trois approches de base.
Pour les petits seins (bonnet A ou B), une incision péri-aréolaire peut être faite. C'est une incision circulaire autour de l'aréole, combinée à une incision circulaire intérieure afin de supprimer l'aréole inutile. Des cicatrices sont souvent apparentes, mais leurs marques s'atténuent avec le temps. Il y aura des tensions sur la ligne de cicatrice, et pour prévenir la propagation de la cicatrice, des sutures permanentes sont nécessaires. Laisser le derme (peau à vif) en dessous de l'aréole contribue à sa survie.

### « Dog Ear » (oreille de chien)
De temps en temps, du fait de la surface de la peau qui peut être plus importante que prévu, l'expression des médecins : « à la poursuite d'une oreille de chien », signifie que dans le creux axillaire (sous les aisselles), une incision peut se faire, le plus souvent à un angle supérieur à 30 degrés, pour pouvoir placer le surplus de peau de façon convenable.
Il n'est pas rare que le chirurgien souhaite réviser la ligne d'incision, après 3 mois ou plus de décantation, qui montre quelques zones de problèmes résiduels.
Le complexe mamelon-aréolaire peut être pris en charge par un pédicule qui a l'avantage de laisser une sensation et l'approvisionnement en sang intact, mais il peut avoir l'inconvénient de ne pas fournir une apparence plate, désir de la plupart des patients FtM.